# Regina Rossa (Attraverso lo specchio)
La Regina Rossa è un personaggio inventato da Lewis Carroll, apparso per la prima volta in Attraverso lo specchio e quel che Alice vi trovò. Nei molti adattamenti del libro, il personaggio è spesso identificato con la Regina di Cuori, presente in realtà nel libro precedente; in realtà, pur condividendo alcune caratteristiche, i due personaggi non sono del tutto sovrapponibili.

## Il personaggio
La Regina Rossa è una delle due sovrane del Mondo dello Specchio, insieme alla Regina Bianca; anche se non viene mai specificato, è moglie del Re Rosso. Poiché l'intera storia narrata è leggibile come un'allegoria di una partita a scacchi, la Regina Rossa è l'avversaria di Alice, che inizia come pedone nella squadra bianca .
Nonostante la loro rivalità, il primo incontro tra Alice e la Regina è piuttosto cordiale: è infatti la Regina a spiegare ad Alice come portare a termine la partita e diventare a sua volta regina. Tuttavia ben presto emergono alcune caratteristiche negative: innanzitutto, la Regina Rossa si muove correndo di continuo, pur non spostandosi mai dal posto in cui si trova; inoltre critica ossessivamente le maniere di Alice, pur essendo a sua volta molto maleducata: le parla addosso, la interrompe di continuo e si giustifica tirando in ballo la propria autorevolezza.
Quando Alice viene promossa a regina, durante i festeggiamenti la Regina Rossa e la Bianca pongono ad Alice delle domande impossibili, al solo scopo di evidenziare l'inadeguatezza al ruolo che ora ricopre. Quando il banchetto precipita nel caos, Alice si rivolta contro di lei, ritenendola responsabile di tutta quella confusione, e la afferra scuotendola con forza: in questa maniera dà scacco matto al Re Rosso, concludendo la partita e svegliandosi, ritrovandosi tra le mani la gattina nera Kitty.

## Analisi
La Regina Rossa rappresenta l'ipocrisia dell'Epoca Vittoriana: è una donna prepotente, meticolosa, con un'ossessione per le buone maniere, arrogante e falsamente gentile. Le piace emanare sentenze definitive e pretende che vengano prese alla lettera: spesso si tratta di rigidi consigli comportamentali, come "Parla solo quando ti viene rivolta la parola!"; quando Alice ne mette in evidenza la mancanza di logica, tuttavia, ella reagisce con superbia e pretende di avere ragione per il solo fatto di ricoprire un'alta carica.
Per la caratterizzazione del personaggio, Carroll prese a modello la signora Mary Prickett, governante della famiglia Liddell.

### La Regina Rossa e la Regina di Cuori
La Regina Rossa viene spesso scambiata con la Regina di Cuori, antagonista del libro precedente; sin dalla pubblicazione di Attraverso lo Specchio ci fu chi pensò che in effetti si trattasse dello stesso personaggio, nonostante nelle illustrazioni di sir John Tenniel le due apparissero profondamente diverse: la Regina di Cuori era ispirata alla figura presente nelle carte a semi francesi, la Regina Rossa era invece visibilmente associabile all'omonimo pezzo degli scacchi. Le due hanno in effetti dei tratti in comune: entrambe sono associabili al colore rosso e tendono a essere percepite come personaggi negativi; tuttavia fu lo stesso Carroll a distinguere le due Regine:

## Nella cultura di massa
()
L'immagine della Regina Rossa che corre rimanendo ferma è diventata proverbiale per indicare una situazione che rimane invariata nonostante i copiosi sforzi; la frase sopra citata è spesso adoperata in ambito politico, per evidenziare la lentezza e l'inefficienza di una classe governante.
Nell'ambito della biologia, la cosiddetta Ipotesi della Regina Rossa (usata per spiegare il vantaggio della riproduzione sessuale al livello di individui e le continue dinamiche evolutive che incorrono tra specie in concorrenza) trae il suo nome dalla stessa citazione.

### In altri media
Nei vari adattamenti cinematografici e televisivi dei libri di Alice si tende a fondere la Regina Rossa con la Regina di Cuori del primo libro: è il caso del film Disney del 1951, dove l'antagonista incarna caratteristiche di entrambe le Regine e viene identificata con la Regina di Cuori.
Al contrario, nel remake del 2010 e nel suo sequel, il personaggio viene chiamato Regina Rossa, pur risultando una fusione di entrambe le Regine. In questi film viene interpretata dall'attrice Helena Bonham Carter; il suo vero nome è Iracebeth di Crims e ha spodestato la Regina Bianca (il cui vero nome è Mirana di Marmoreal) in qualità di legittima sovrana di Sottomondo (il Paese delle Meraviglie). Alice (interpretata da Mia Wasikowska) la manderà in esilio dopo aver sconfitto il Ciciarampa. Nel sequel viene rivelato che l'odio tra le due sorelle era nato in seguito a un atto di egoismo della Regina Bianca, e le due si riappacificano.
In C'era una volta nel Paese delle Meraviglie, spin-off della serie C'era una volta ambientato nel mondo di Alice, viene detto che Anastasia/la Regina Rossa, avendo abbandonato la malvagità, si è trasformata nella Regina Bianca.
Nel videogame American McGee's Alice e nel suo sequel Alice: Madness Returns appare come antagonista la Regina di Cuori, a sua volta fusione di entrambe le Regine.